# Синие тори
Си́ние то́ри (англ. Blue Tory), в канадской политике — члены ранее существовавших Прогрессивно-консервативной партии Канады, Партии реформ и Канадского союза, современной Консервативной партии Канады и провинциальных Прогрессивно-консервативных партий, выступающие за либеральную экономическую политику и в защиту свободного рынка.

## История
До 1960-х годов «Синие тори» в основном состояли из представителей бизнес-элиты Монреаля и Торонто, занимавших влиятельные позиции в Прогрессивно-консервативной партии. С середины 1970-х годов они находились под сильным влиянием либертарианских идей и американского консерватизма. «Синие тори», как правило, предпочитают рыночную экономическую политику, выступая в том числе за уменьшение роли государства в экономике и сокращение налогов, а также за более значительную децентрализацию власти с передачей части полномочий федерального правительства правительствам провинций. Они также защищают самостоятельность, индивидуальную ответственность и личную свободу, и поэтому не обязательно поддерживают социальный консерватизм свойственный их однопартийцам «красным тори».
Одним из примеров правительства «синих тори» в Канаде было провинциальное прогрессивно-консервативное правительство премьер-министра Онтарио Майка Харриса (1995—2002), победившего на выборах с программой реформ, направленных на бюджетную экономию, под названием «Революция здравого смысла» (англ. Common Sense Revolution). Правительство Харриса предприняло ряд инициатив, включая сокращение расходов на образование, социальное обеспечение и медицинское обслуживание, приватизацию государственных услуг и здравоохранения, продажу провинциальных автомагистралей и принудительное объединение муниципалитетов. Провинциальные подоходные налоги были снижены на 30 %, а ставки корпоративного налога в период действия мандата Харриса были сокращены почти вдвое.
Большинство «синих тори» были идеологически близки к экономическим позициям партии Канадский союз и поддерживали её слияние с остатками Прогрессивно-консервативной партии с образованием новой федеральной Консервативной партии Канады. Среди известных «синих тори» бывший лидер Партии реформ Престон Мэннинг, бывший премьер-министр Онтарио Майк Харрис и бывший премьер-министр Альберты Ральф Клейн.